# Parth Celebrant
Parth Celebrant, Sindarijns voor de Velden van Celebrant is een streek in het fictieve Midden-aarde van J.R.R. Tolkien.

## Geografie
De Celebrant, of Zilverlei, stroomt vanuit de vallei Nanduhirion in zuidoostelijke richting door Lothlórien en vormt de noordelijke grens van het gebied. De Celebrant mondt uit in de Anduin, die de oostelijke grens vormt tot de Limlicht in de Anduin uitmondt. De Limlicht vormt de zuidelijke grens met de Gondoriaanse provincie Calenardhon.

## Slag van de Velden van Celebrant
In vroeger tijden strekte de bossen van Lothlórien zich ook over de Velden van Celebrant. Toe de bossen zich terugtrokken werd het gebied door Gondor overgenomen. Ten tijde van stadhouder Cirion leden de legers van Gondor zware nederlagen tegen de Balchoth. In de beslissende Slag van de Velden van Celebrant, waarbij Eorl de Jonge de Gondorianen te hulp kwam uit het noorden, werden de Balchoth verslagen. In dank schonk Cirion de provincie Calenardhon, die vanaf toen Rohan genoemd werd.
Adorn · Anduin (de Grote Rivier) · Angren (Isen) · Baranduin (Brandewijn) · Betoverde Rivier · Bruinen (Luidwater) · Carnen (Roodwater) · Celduin (Running) · Celebrant (Zilverlei) · Celos · Ciril · Deemril · Dieptestroom · Erui · Gilrain · Glanduin (Grensrivier) · Glanhir (Meringstroom) · Gwathló (Grauwel) · Harnen (Zuiderrivier) · Lefnui · Lhûn (Lune) · Limlicht · Mitheithel (Grijsvloed) · Morgulduin · Morthond · Nimrodel · Ninglor (Lis) · Onodló (Entwas) · Poros · Rhimdath · Ringló · Serni · Sirith · Sirannon (Poortstroom) · Sneeuwborn · Het Water · Wilgewinde · Woudrivier